# ねがいの魔法。
『ねがいの魔法。』（ねがいのまほう）は、2003年7月25日にTarteより発売された18禁恋愛アドベンチャーゲームである。2006年9月28日に電脳CLUBよりDVDプレイヤーズゲーム版も発売され、マジックシードのウェブサイト「美少女遊び」より携帯電話アプリ版も配信されている。

## システム
本作品の特徴は、難易度を変更できるシステム（プレイ開始直後のみ）と、気にかけるヒロインを優先順にチェックすることでチェックしたヒロインの攻略をしやすくする「Runnerシステム」がある。

## 登場人物
加藤 学（かとう まなぶ）
本作の主人公。
子供のころ小さなおまじないを叶える能力を持っていた。
母親が父親の転勤先にいるため一人暮らし。
杉山 立夏（すぎやま りつか）
声：草柳順子
学のマンションの部屋の隣に引っ越してくる。
画家・杉山省三の孫娘。
桜井 潤（さくらい じゅん）
声：吉川華生
クラスメイト、猫が好きで出会う猫に名前をつけている。
性格が明るくクラスのムードメーカーでもある。
栗原 寧々子（くりはら ねねこ）
声：乃田あす実
クラスメイト、水泳部でマネージャーをしている。
氷室 華弥（ひむろ かや）
声：楠鈴音
学の幼馴染でクラスメイト。
一時期疎遠になっていた時期があったため、学に対して他人行儀の態度をとってしまう。
高瀬　睦海（たかせ　むつみ）
声：北都南
学の家庭教師になり、学のマンションの部屋に居候することになる女性。
予備校生で浪人と言うと怒る。
宮口 明良（みやぐち あきら）
学の悪友。
なぜか寧々子に対しては遠慮がちである。
鎌田 恭司（かまた きょうじ）
学の担任で水泳部顧問。
腰が低いせいかオカマ疑惑をかけられる。

## スタッフ
- ディレクター：四天
- 原画：こほうまさき
- シナリオ：春崎弥生
- 音楽：Rembrandz SoundTeam・M.U.T.S

## 主題歌
「ねがいの魔法。」
作詞：Rita / 作曲・編曲：Rembrandz Sound Team(Blueberry & Yogurt) / 歌：楠鈴音